# Punta Hookers
La punta Hookers (51°42′S 57°46′O / -51.700, -57.767) se encuentra en la zona este de la isla Soledad del archipiélago de las Malvinas. Administrativamente pertenece al departamento Islas del Atlántico Sur de la provincia de Tierra del Fuego, Antártida e Islas del Atlántico Sur.
Esta punta se localiza en el sector oriental de la península de Freycinet, en el extremo austral del istmo Gavazzi, y al este de Puerto Argentino. Además se ubica a medio camino entre el cabo San Felipe y la punta Caballo, estando en el medio de un importante banco de cachiyuyos.

## Historia
En 1973, el Reino Unido firmó un acuerdo con la Argentina en el marco de las negociaciones para la transferencia de soberanía de las islas Malvinas. Argentina financió la construcción de una pista de aterrizaje temporal en esta punta. Esta situación se mantuvo hasta 1978, cuando una tormenta destrozó grandes áreas de la pista, quedando inutilizable.
Durante la Guerra de las Malvinas, en cercanías de esta punta se instaló el emplazamiento terrestre de un lanzador de misiles Exocet MM-38, conocido como ITB, que en un disparo efectuado el 12 de junio de 1982, dejó fuera de combate al destructor HMS Glamorgan